# Свирь (станция)
Свирь — участковая железнодорожная станция Октябрьской железной дороги. Расположена в Подпорожском районе Ленинградской области, на территории Никольского городского поселения.

## Описание
Свирь является станцией стыкования двух родов электрической тяги — здесь производится смена электровозов постоянного и переменного тока. В сторону Санкт-Петербурга осуществляется движение поездов на постоянном токе напряжением 3 кВ, а в сторону Петрозаводска — на переменном токе напряжением 25 кВ. Меняются пассажирские электровозы ЭП1 на ЧС2Т (ЧС6, ЭП2К), грузовые — ВЛ80 и Э5К (2ЭС5К и 3ЭС5К), на ВЛ10 и ВЛ15.
На станции можно выделить три района:
- пассажирский парк — включает в себя четыре пути, по которым осуществляется прием и отправление преимущественно пассажирских поездов. Между первым и вторым путями от здания вокзала расположена первая пассажирская платформа, между третьим и четвёртым — вторая.
- грузовой парк — состоит из восьми путей, по которым производится движение грузовых поездов.
- район оборотного депо — на его территории расположено здание ПТОЛ (пункт технического осмотра локомотивов) и подъездные к нему пути, по которым локомотивы следуют к месту проверки их технического состояния.

К станции Свирь примыкают 3 направления:
- однопутный перегон Свирь — Подпорожье — осуществляется приём и отправление поездов в сторону Санкт-Петербурга. На перегоне расположен разводной мост через реку Свирь.
- двухпутный перегон Свирь — Токари — по этому участку производится движение поездов в сторону Петрозаводска.
- соединительный путь между парком станции Свирь и парком Важины — по этому пути осуществляется маневровая работа с Подпорожским портом.

Южнее станции, перед мостом через одноимённую реку, проходит граница между Петрозаводским и Волховстроевским регионами ОЖД.

## Движение поездов
На станции останавливаются все пассажирские поезда. В связи с тем, что происходит размен локомотивов, стоянка поезда составляет не менее 30 минут (за исключением поездов 804/803, 806/805 Санкт-Петербург — Петрозаводск, стоящих 6 минут).
В зависимости от сезона, через станцию ежедневно следует от 4 до 10 пар пассажирских поездов дальнего следования. Наибольшая интенсивность движения наблюдается в летний период.
| Круглогодичное обращение поездов | Круглогодичное обращение поездов | Круглогодичное обращение поездов | Круглогодичное обращение поездов |
| № поезда                         | Маршрут движения                 | № поезда                         | Маршрут движения                 |
| -------------------------------- | -------------------------------- | -------------------------------- | -------------------------------- |
| 11                               | Петрозаводск — Санкт-Петербург   | 12                               | Санкт-Петербург — Петрозаводск   |
| 15 «Арктика»                     | Мурманск — Москва                | 16 «Арктика»                     | Москва — Мурманск                |
| 17 «Карелия»                     | Петрозаводск — Москва            | 18 «Карелия»                     | Москва — Петрозаводск            |
| 21                               | Мурманск — Санкт-Петербург       | 22                               | Санкт-Петербург — Мурманск       |
| 65                               | Мурманск — Минск                 | 66                               | Минск — Мурманск                 |
| 91                               | Мурманск — Москва                | 92                               | Москва — Мурманск                |
| 803 «Ласточка»                   | Петрозаводск — Санкт-Петербург   | 804 «Ласточка»                   | Санкт-Петербург — Петрозаводск   |
| 805 «Ласточка»                   | Петрозаводск — Санкт-Петербург   | 806 «Ласточка»                   | Санкт-Петербург — Петрозаводск   |
| 819 «Ласточка»                   | Петрозаводск — Великий Новгород  | 820 «Ласточка»                   | Великий Новгород — Петрозаводск  |

| Сезонное обращение поездов | Сезонное обращение поездов | Сезонное обращение поездов | Сезонное обращение поездов |
| № поезда                   | Маршрут движения           | № поезда                   | Маршрут движения           |
| -------------------------- | -------------------------- | -------------------------- | -------------------------- |
| 225                        | Мурманск — Адлер           | 226                        | Адлер — Мурманск           |
| 241                        | Мурманск — Москва          | 242                        | Москва — Мурманск          |
| 285                        | Мурманск — Новороссийск    | 286                        | Новороссийск — Мурманск    |
| 293                        | Мурманск — Анапа           | 294                        | Анапа — Мурманск           |

Пригородное сообщение менее интенсивное, в сутки приходит три пары пригородных электропоездов:
- Санкт-Петербург-Ладожский — Свирь;
- Волховстрой I — Свирь;
- Петрозаводск — Свирь.

Кроме этого, есть три ежедневные пары так называемых рабочих поездов (локомотив и один вагон, для доставки работников):
- Лодейное Поле — Токари (2 пары в сутки);
- Петрозаводск — Свирь.

## История
В 1914 году началось строительство Олонецкой железной дороги. Ещё в 1912 году было образовано акционерное общество, которое оплачивало её строительство. Основными акционерами являлись Азовско-Донской коммерческий банк и группа французских банков. С началом Первой мировой войны темпы строительства дороги резко ускорились. В 1916 году была основана станция Свирь, недалеко от реки с таким же названием. Станция имела всего два пути и несколько служебных зданий.
Указом императора Николая II от 21 июля 1916 года для сооружения железной дороги общего пользования широкой колеи от станции Свирь до села Важины было отчуждено 36 десятин земли.
К началу 1916 года строительство Олонецкой железной дороги в основном было закончено, и по ней началось регулярное движение поездов. Она соединила станцию Званка (современный Волховстрой) и Петрозаводск. Длина железной дороги была около 400 км.
В 1917 году Олонецкая железная дорога была передана в руки государства и вошла в состав Мурманской железной дороги.
С 1941 по 1944 год в период Великой Отечественной войны большой участок Кировской железной дороги (до 1935 года Мурманская железная дорога), от станции Свирь на юге и до станции Масельская на севере оказался в зоне оккупации финской армией. В этот период станция Свирь была переименована в Syväri.
В 2000 году на станцию со стороны Санкт-Петербурга пришла электрификация постоянным током. Спустя четыре года был электрифицирован на переменном токе перегон Свирь—Токари, станция стала стыковой.

## Галерея

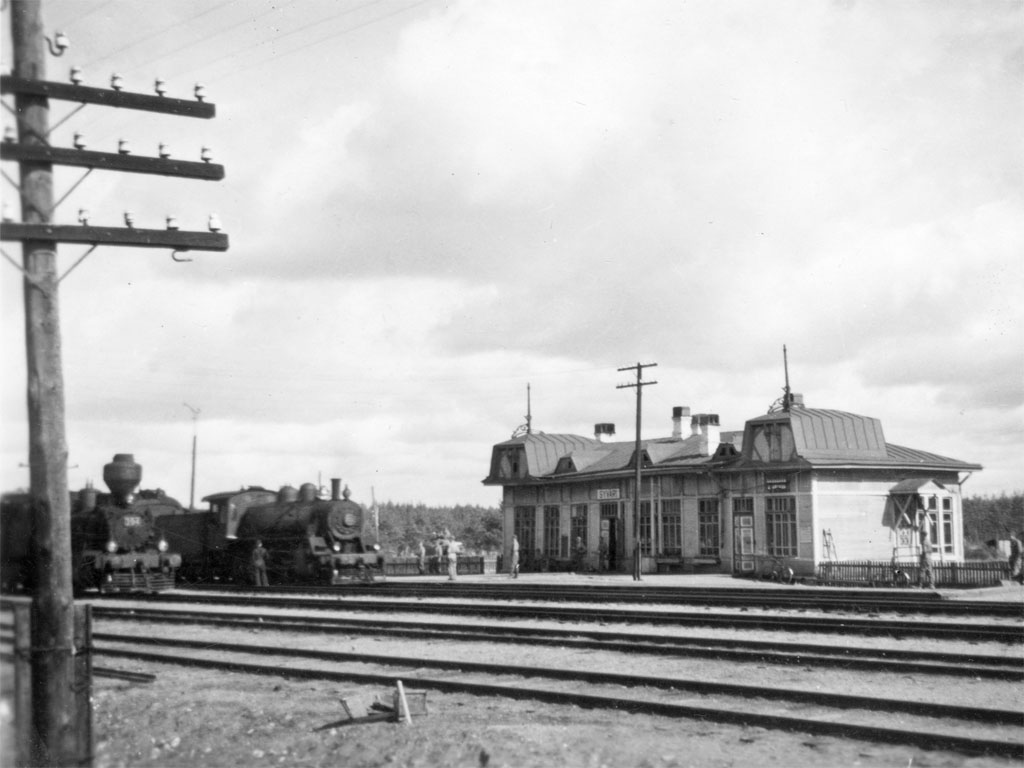
Станция Свирь во время финской оккупации, 1942 год
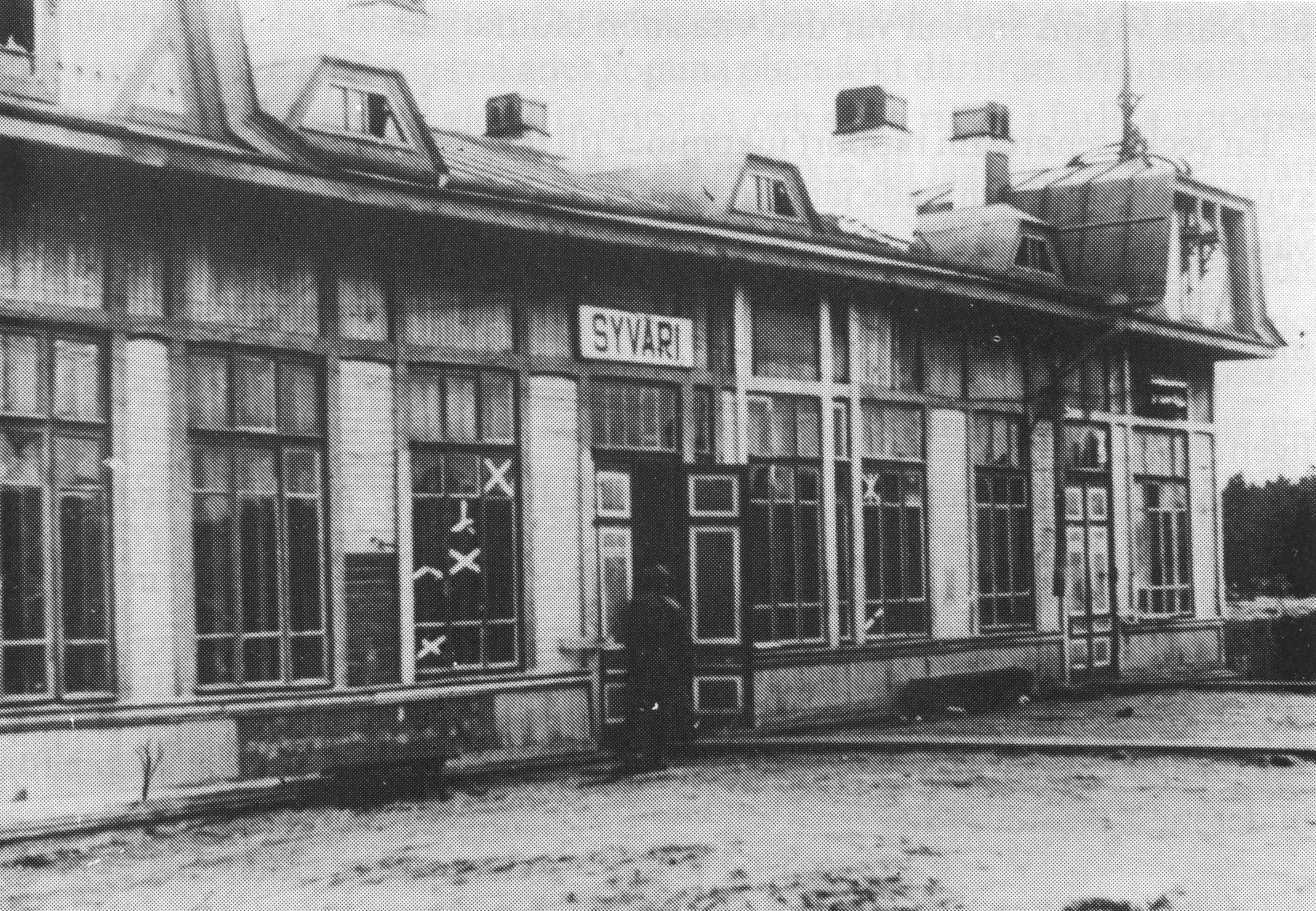
Вокзал, 1942 год
Пешеходный мост
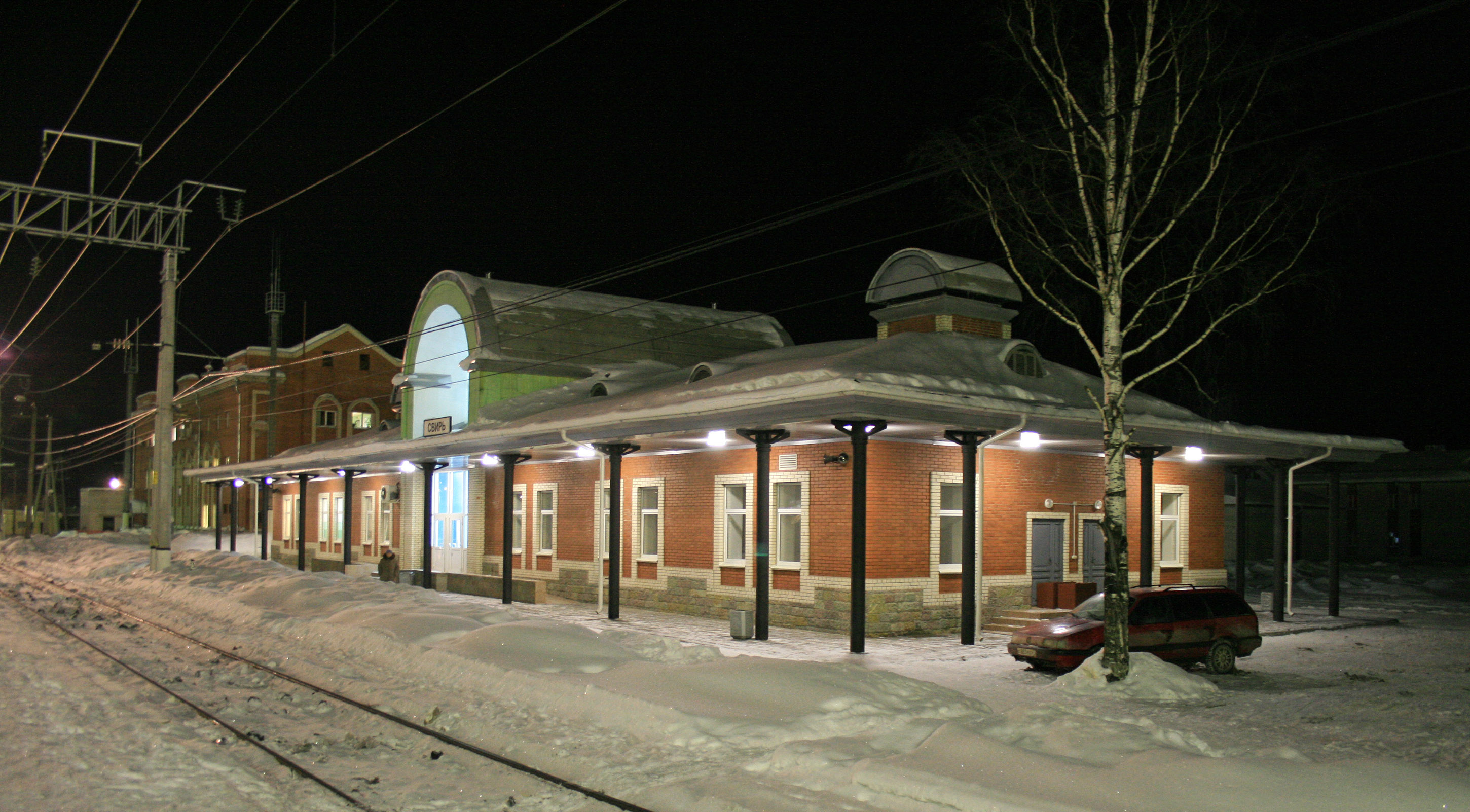
Вокзал, 2010 год
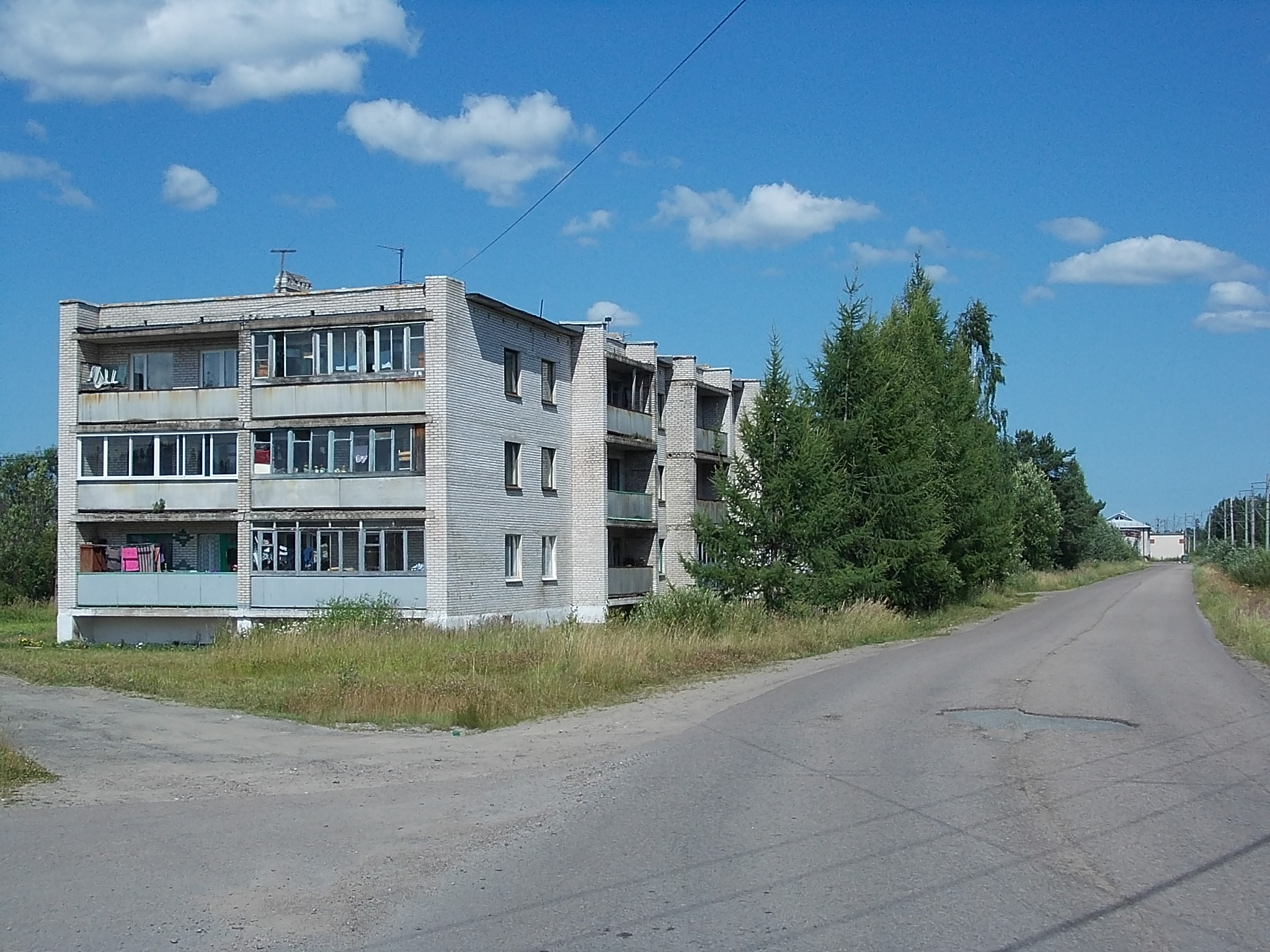
Жилой дом при станции, 2013 год
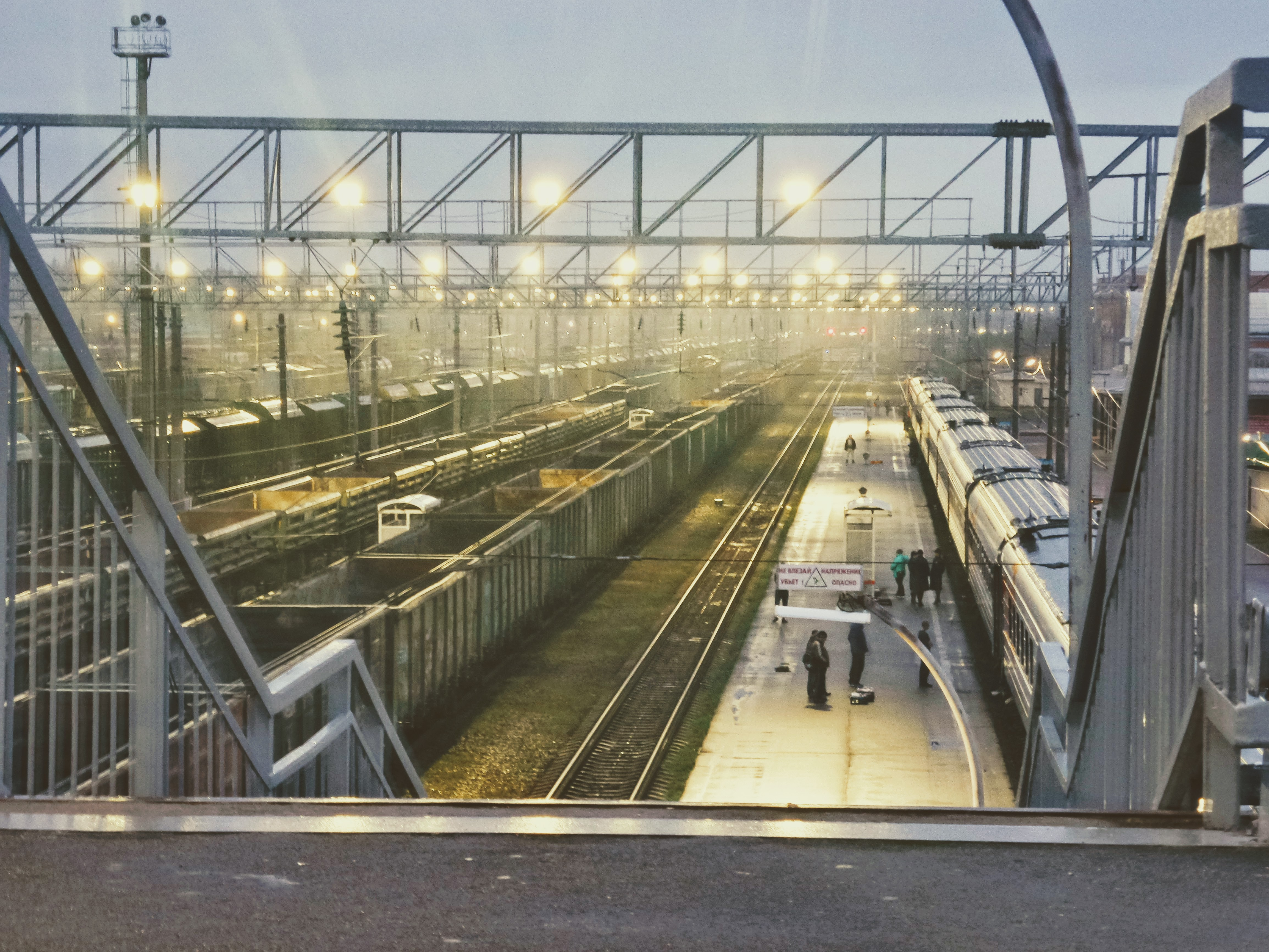
Вид на составы с пешеходного моста, 2017 год